# Bathyergus suillus
Bathyergus suillus es una especie de roedor de la familia Bathyergidae.

## Distribución geográfica
endémica de Sudáfrica. 